# Panzerarmee Afrika
Panzerarmee Afrika var en tysk armé under andra världskriget som verkade i nordafrika. Den bildades den 30 januari 1942 från Panzergruppe Afrika. Armén deltog i slaget vid Gazala och den efterföljande erövringen av Tobruk. Senare återupptogs offensiven som slutade med det första slaget vid el-Alamein. Den 1 oktober 1942 ombildades armén till Deutsch-Italienische Panzerarmee.

## Organisation
Förbandets organisation:
Tyska enheter:
- Deutsches Afrikakorps
  - 15. Panzer-Division
  - 21. Panzer-Division
  - 90. leichte Afrika-Division
  - 164. Infanterie-Division
  - Fallschirmjäger-Brigade Ramcke

Italienska enheter
- X. Armékår
  - Infanterie-Division Brescia
  - Infanterie-Division Pavia
- XX. Armékår 
  - Panzer-Division Ariete
  - Panzer-Division Littorio
  - Motorisierte Division Trieste
  - Fallschirmjäger-Division Folgore
- XXI. Armékår  
  - Infanterie-Division Trento
  - Infanterie-Division Bologna

## Befälhavare
- Generaloberst Erwin Rommel   (30 jan 1942 - 9 mar 1942)
- General der Panzertruppen Ludwig Crüwell   (9 mar 1942 - 19 mar 1942)
- Generaloberst Erwin Rommel , (Generalfeldmarschall från 22 juni)   (19 mar 1942 - 22 sep 1942) (1)
- General der Kavallerie Georg Stumme   (22 sep 1942 - 1 okt 1942)